# Aleksiej Aksionow
Aleksiej Aksionow, ros. Алексей Аксёнов (ur. 10 grudnia 1987) – rosyjski lekkoatleta, sprinter, złoty medalista w sztafecie 4 × 400 metrów na mistrzostwach Europy (2010) w Barcelonie.

## Sukcesy
| Rok  | Zawody             | Miasto    | Miejsce    | Konkurencja        | Czas        |
| ---- | ------------------ | --------- | ---------- | ------------------ | ----------- |
| 2010 | Mistrzostwa Europy | Barcelona | 1. miejsce | sztafeta 4 × 400 m | 3:02:14 min |

## Rekordy życiowe
- Bieg na 400 metrów – 46,27 (2009)